# Radinocera vagata
Radinocera vagata là một loài bướm đêm trong họ Noctuidae.